# Why Announce Your Marriage?
Pour plus de détails, voir Fiche technique et Distribution.
Why Announce Your Marriage? est un film muet américain réalisé par Alan Crosland et sorti en 1922.
Le scénario en a été écrit spécialement pour l'actrice Elaine Hammerstein.

## Synopsis

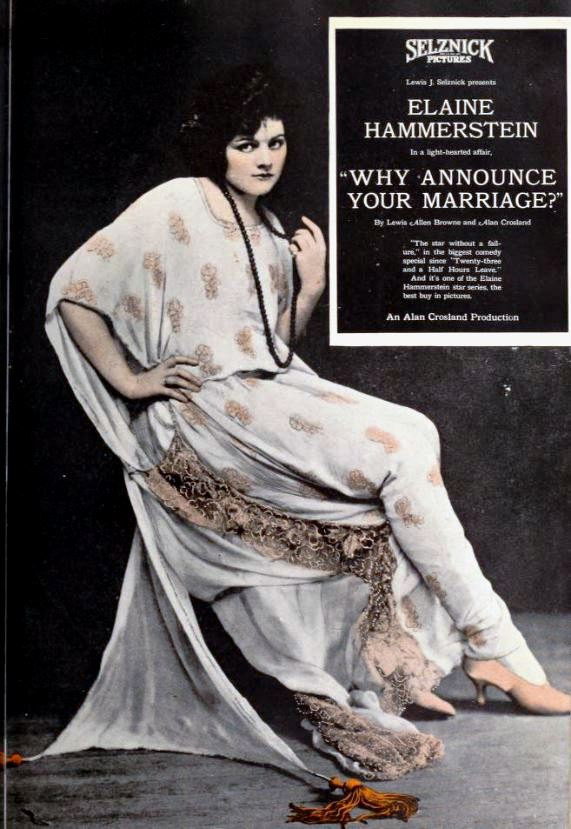
Réclame pour le film dans le magazine Exhibitors Herald.

Un jeune couple essaie de garder le secret de leur mariage.

## Fiche technique
- Réalisation : Alan Crosland
- Scénario : Lewis Allen Browne, Alan Crosland
- Production : Lewis J. Selznick
- Distributeur : Select Pictures
- Durée : 50 minutes
- Dates de sortie : 
  - États-Unis : 20 janvier 1922

## Distribution
- Elaine Hammerstein : Arline Mayfair
- Niles Welch : Jimmy Winthrop
- Frank Currier : David Mayfair
- Arthur Housman : Teddy Filbert
- James Harrison : Bobby Kingsley
- Florence Billings : Widow Gushing
- Marie Burke : Mrs. Jerome
- Huntley Gordon : Mr. Walton
- Elizabeth Woodmere : Gladys Jerome